# Jim Cannon
Jim Cannon (Glasgow, 2 ottobre 1953) è un ex calciatore scozzese, di ruolo difensore.
Difensore centrale, è il primatista di presenze di ogni competizione (660), comprese quelle in campionato (571), del Crystal Palace, società per la quale ha giocato durante quindici anni, vivendo due retrocessioni consecutive dalla prima alla terza divisione inglese nel biennio 1973-1974 e riuscendo a conquistare la promozione in prima divisione vincendo la Second Division del 1979.

## Palmarès

### Club

#### Competizioni nazionali
- Second Division: 1

Crystal Palace: 1978-1979